# Liga de los crisaoreos
La Liga de los crisaoreos (en griego antiguo: σύστημα Χρυσαορικόν, systema Chrysaorikon) fue una alianza de varias ciudades de la antigua región de Caria, en Anatolia, que al parecer se formó a principios del período seléucida y duró al menos hasta el 203 a. C. La Liga se centraba principalmente en la defensa común y, en segundo lugar, en el comercio, y es posible que estuviera vinculada por lazos étnicos. Tenía una asamblea e instituciones financieras, y una forma de ciudadanía recíproca por la que un ciudadano de una ciudad miembro tenía ciertos derechos y privilegios en cualquier otra ciudad miembro. La capital de la Liga era Crisaóride, donde se reunía la asamblea. 
Las ciudades que formaban parte de esta liga fueron: Alabanda (rebautizada como Antioquía de los Crisaoreos), Alinda, Amizón, Céramo, Milasa, Cauno, Estratonicea y Tera.
Durante periodos de tiempo, algunas de las ciudades miembros estuvieron sometidas a Rodas como parte de la Perea rodia.